# Damu Cherry
Damu Cherry (* 29. November 1977 in Tampa, Florida) ist eine US-amerikanische Hürdenläuferin, die sich auf die 100-Meter-Distanz spezialisiert hat.
2003 wurde sie bei einer Trainingskontrolle ihres Verbandes positiv auf das Nandrolon-Abbauprodukt Norandrosteron getestet und wegen dieses Verstoßes gegen die Dopingbestimmungen für zwei Jahre gesperrt.
2006 wurde sie Siebte über 60 m Hürden bei den Leichtathletik-Hallenweltmeisterschaften in Moskau und Zweite beim Leichtathletik-Weltfinale. Bei den Olympischen Spielen 2008 in Peking wurde sie Vierte. 2009 schied sie bei den Leichtathletik-Weltmeisterschaften in Berlin im Halbfinale aus.
Damu Cherry ist 1,63 m groß und wiegt 59 kg. Sie ist Absolventin der University of South Florida und mit ihrem Trainer Dennis Mitchell verheiratet.

## Persönliche Bestzeiten
- 60 m Hürden (Halle): 7,85 s, 10. Februar 2008, Karlsruhe
- 100 m Hürden: 12,44 s, 11. Juli 2006, Lausanne